# Pararge mendelensis
Pararge mendelensis är en fjärilsart som beskrevs av Lowe 1905. Pararge mendelensis ingår i släktet Pararge och familjen praktfjärilar. Inga underarter finns listade i Catalogue of Life.